# Tekkno
Tekkno es el sexto álbum de estudio de la banda alemana de metalcore Electric Callboy, que fue lanzado el 16 de septiembre de 2022 a través de Century Media Records. Es el primer álbum de la banda que presenta a Nico Sallach como vocalista limpio de la banda y el primero desde que cambiaron su nombre de Eskimo Callboy a Electric Callboy y el último álbum con su baterista David-Karl Friedrich, quien dejó la banda a finales de abril de 2025.

## Antecedentes
El 22 de diciembre de 2021, la banda anunció que eliminaría canciones antiguas de todas las plataformas debido a letras ofensivas y que cambiaría su nombre. El 9 de marzo de 2022, la banda anunció su nuevo nombre, Electric Callboy. La banda cambió la palabra "Eskimo" por "Electric" porque puede considerarse un nombre despectivo para los pueblos inuit y yupik de Alaska. Posteriormente, relanzaron la portada de sus álbumes anteriores con su nuevo nombre.

## Composición
Tekkno ha sido descrito como metalcore, electropop, rock alternativo, synth-pop, y pop metal. La revista Tuonela describió el álbum como una "mezcla entre melodías inspiradas en el eurodance y riffs brutales salpicados de djent". Según Hysteria Mag, "Fckboi" se inclina hacia un sonido pop punk, mientras utiliza elementos de rock alternativo y trap. Nicholas Senior, escribiendo para la revista New Noise, destacó los "estilos house" en "Neon". "Mindreader" y "Parasite" mezclan el sonido metalcore y rave de la banda. "Mindreader" abre con una intro atmosférica de trance/synth. La canción "Hurrikan" comienza con schlager alemán y cambia al deathcore.

## Lanzamiento y promoción
El 3 de septiembre de 2021, la banda lanzó el sencillo principal, "We Got the Moves". El 3 de diciembre de 2021, la banda lanzó el segundo sencillo, "Pump It". El 6 de diciembre de 2021, la banda presentó "Pump It" a la selección nacional alemana para el Festival de la Canción de Eurovisión 2022, pero finalmente no fue incluida en la lista final de participantes. En diciembre de 2021, la banda anunció que realizaría una gira por Estados Unidos con Attack Attack! de octubre a noviembre de 2022.
El 8 de abril de 2022, la banda lanzó su primera canción bajo su nuevo nombre, "Spaceman", con la colaboración del rapero Finch. El 15 de abril de 2022, Electric Callboy anunció Tekkno, que se lanzó el 9 de septiembre de 2022.
El 8 de julio de 2022, la banda lanzó el cuarto sencillo, "Fckboi", con la banda estadounidense de metalcore Conquer Divide. El 19 de agosto de 2022, la banda lanzó su quinto sencillo, "Hurrikan". La fecha de lanzamiento del álbum se cambió al 16 de septiembre de 2022. La semana siguiente, tuvieron que posponer su gira por Reino Unido y Francia, así como cancelar su participación en la gira estadounidense Level-Up con Attack Attack!, debido a que su cantante, Nico Sallach, sufrió una infección de mandíbula y oído medio. El 21 de noviembre de 2022, la banda lanzó el videoclip de "Mindreader".

## Lista de canciones
Todas las canciones escritas y compuestas por Daniel Haniß, Pascal Schillo, Kevin Ratajczak, Nico Sallach, excepto donde se indique. 
| N.º | Título                         | Duración |  |
| 1.  | «Pump It»                      | 2:53     |  |
| 2.  | «We Got the Moves»             | 3:27     |  |
| 3.  | «Fuckboi» (con Conquer Divide) | 2:44     |  |
| 4.  | «Spaceman» (con Finch)         | 3:10     |  |
| 5.  | «Mindreader»                   | 3:45     |  |
| 6.  | «Arrow of Love»                | 3:43     |  |
| 7.  | «Parasite»                     | 3:03     |  |
| 8.  | «Tekkno Train»                 | 2:58     |  |
| 9.  | «Hurrikan»                     | 1:40     |  |
| 10. | «Neon»                         | 3:12     |  |

## Posicionamiento en lista
| Lista (2022)                         | Mejor posición |
| ------------------------------------ | -------------- |
| Alemania (Offizielle Top 100)        | 1              |
| Australian Albums (ARIA)             | 66             |
| Austria (Ö3 Austria)                 | 3              |
| Bélgica (Ultratop flamenca)          | 9              |
| Bélgica (Ultratop valona)            | 123            |
| Escocia (Scottish Albums Chart)      | 44             |
| Finlandia (Suomen Virallinen Lista)  | 13             |
| Países Bajos (Album Top 100)         | 27             |
| Reino Unido (UK Album Downloads)     | 9              |
| UK Albums Sales (OCC)                | 30             |
| UK Physical Albums (OCC)             | 42             |
| Reino Unido (UK Rock & Metal Albums) | 4              |
| Suiza (Schweizer Hitparade)          | 6              |

## Personal
Electric Callboy
- Kevin Ratajczak – voz, teclados, producción
- Nico Sallach – voz
- Daniel Haniss – guitarra, producción, mezcla
- Pascal Schillo – guitarra, producción
- Daniel Klossek – bajo, coros
- David Friedrich – batería